# パート・ド・フリュイ

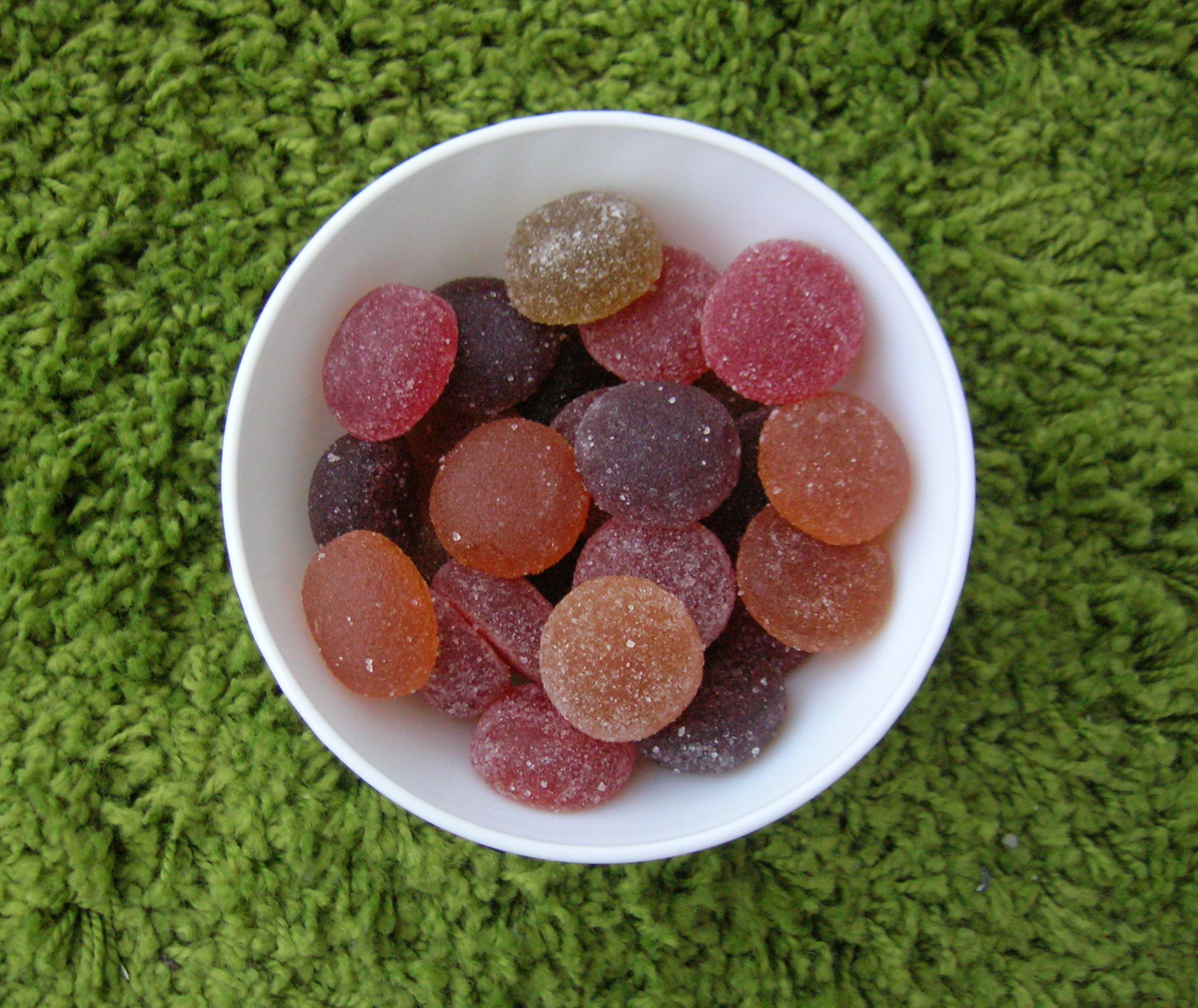
パート・ド・フリュイ

パート・ド・フリュイ（仏: Pâte de fruits）はコンフィズリー（洋菓子、砂糖菓子）の一種。フランスの伝統菓子の一種である。

## 概要
日本語の直訳すると「果実のペースト」といった意味合いになり、一口サイズのゼリー状の菓子である。ただし、ゼラチンや寒天は用いられず、フルーツに含まれるペクチンを用いてゲル化させるのが特徴である。
果実のピュレを砂糖やグラニュー糖を加えて煮詰めて、ペクチンの作用で固める。
10世紀にフランスのオーヴェルニュ地域圏で発祥したとされる。当時のオーヴェルニュはリンゴやアプリコットの産地であったため、それらをドライフルーツにして収穫時期を外しても果実を食せるようにしたのが起源とされている。